# Belarmina González Rodríguez
Pour les articles homonymes, voir González et Rodríguez.
 (mars 2025).
Motif : Absence de source secondaire centrée recevable pour démontrer l'admissibilité : la seule source centrée est institutionnelle. L'intéressée est mentionnée, à juste titre, sur Roges des Molinar. On peut éventuellement y ajouter quelques infos.
- Archive Wikiwix
- Bing
- Cairn
- DuckDuckGo
- E. Universalis
- Gallica
- Google
- G. Books
- G. News
- G. Scholar
- Persée
- Qwant
- (zh) Baidu
- (ru) Yandex
- (wd) trouver des œuvres sur Wikidata

| 1. | Préciser le motif de la pose du bandeau. | Précisez le motif de la pose du bandeau en utilisant la syntaxe suivante : {{admissibilité à vérifier\|date=mai 2025\|motif=remplacez ce texte par le motif}}                                     |
| 2. | Informer les utilisateurs concernés.     | Pensez à avertir le créateur de l'article, par exemple, en insérant le code ci-dessous sur sa page de discussion : {{subst:avertissement admissibilité à vérifier\|Belarmina González Rodríguez}} |

Belarmina González Rodríguez, née à Palencia en 1914 et assassinée à Porreres (Majorque) le 5 janvier 1937, est une jeune femme espagnole victime de la guerre d'Espagne, fusillée avec les membres du groupe de résistantes des Roges des Molinar.

## Biographie
Originaire de Castille, Belarmina González Rodríguez naît en 1914 à Palencia, en Castille-et-León. Elle passe sa vie dans les îles Baléares, dans la rue Sant Rafel, au numéro 34, dans la ville de Palma.
Arrêtée par les nationalistes qui ont pris le pouvoir sur l'île de Majorque à la suite de la guerre d'Espagne, elle est incarcérée le 31 décembre 1936 dans l'hôpital de Can Sales de Palma, géré par les Petites Sœurs des Pauvres et transformé en prison pour femmes par les franquistes.
Elle est fusillée le 5 janvier 1937 au cimetière de Porreres, avec Aurora Picornell, Catalina Flaquer et ses filles Antonia Pascual Flaquer et Maria Pascual Flaquer, toutes membres du groupe de résistantes des Roges des Molinar.

## Postérité
Le corps de Belarmina González Rodríguez est officiellement identifié en 2023 sous le nom d'individu n°2 dans une fosse commune du cimetière de Son Coletes de Manacor, ville de l'est de l'île de Majorque.
Symbole de la récupération historique de l'histoire des femmes durant la guerre d'Espagne, le destin de Belarmina González Rodríguez, dont la biographie est moins connue que les quatre autres résistantes du groupe des Roges des Molinar, fait l'objet de recherches récentes de la part de l'universitaire espagnole Carmen García Colmenares.